# 路德维希·默克
路德维希·默克（Ludwig Merker，1894年9月1日—1964年3月14日）是一位纳粹德国德意志國防軍将领，曾参与第二次世界大战，指揮第35步兵師，並获颁騎士鐵十字勳章。